# Otto Linné Erdmann
Otto Linné Erdmann (født 11. april 1804 i Dresden, død 9. oktober 1869 i Leipzig) var en tysk kemiker.
Erdmann studerede først farmaci og dernæst medicin og naturvidenskaberne i Dresden og Leipzig; senere hengav han sig udelukkende til studiet af kemien. Da 1826 nikkelets anvendelse til fabrikation af nysølv blev bekendt, ofrede han sig for denne industrigren på en fabrik i Harzen, indtil han 1830 vendte tilbage til Leipzig, hvor han fortsatte sin virksomhed som privatdocent, som han allerede havde begyndt 1825. 1830 blev han ordentlig professor i teknisk kemi, 1842 oprettede han et kemisk laboratorium i Leipzig, der blev et mønster for flere lignende anstalter.
Af arbejder skal særlig nævnes hans undersøgelser over nikkel (1827), over indigo og nogle andre farvestoffer samt de af ham i forening med Marchand udførte undersøgelser over grundstoffernes atomvægt. Disse arbejder findes i den af Erdmann udgivne "Journal für technische und öconomische Chemie" (1828-33) og i den dels af ham alene, dels i forening med Schweigger-Seidel og Marchand udgivne "Journal für praktische Chemie". Desuden har Erdmann skrevet Lehrbuch der Chemie (1828, 4. udgave 1851), Grundriss der Waarenkunde (1833, 11. udgave 1885 ved König) og Ueber das Studium der Chemie (1861).